# De vogels van Holland
De vogels van Holland – utwór holenderskiej wokalistki Jetty Paerl, będący jedną z dwóch debiutanckich propozycji reprezentujących Holandię podczas pierwszego Konkursu Piosenki Eurowizji w 1956 roku. 
Singel został pierwszym w historii utworem wykonanym na żywo podczas Konkursu Piosenki Eurowizji. Z powodu niezachowania się oficjalnych wyników konkursu, nieznany jest końcowy rezultat piosenki. Dyrygentem orkiestry podczas występu wokalistki został Fernando Paggi.